# Mariano Troilo
Mariano Emir Troilo (Córdoba, 22 giugno 2003) è un calciatore argentino, difensore del Belgrano.

## Caratteristiche tecniche
È un difensore centrale.

## Carriera
Troilo è cresciuto nel settore giovanile del Belgrano ed ha firmato il suo primo contratto professionistico il 7 aprile 2023. Ha debuttato in prima squadra il 4 agosto seguente nell'incontro di Copa Argentina vinto 1-0 contro il Claypole ed il 12 maggio 2024 ha segnato il suo primo gol in carriera nel pareggio per 4-4 contro il Racing Club.

## Statistiche

### Presenze e reti nei club
Statistiche aggiornate al 16 maggio 2024.
| Stagione        | Squadra         | Campionato      | Campionato | Campionato | Coppe nazionali | Coppe nazionali | Coppe nazionali | Coppe continentali | Coppe continentali | Coppe continentali | Altre coppe | Altre coppe | Altre coppe | Totale | Totale | Totale |
| Stagione        | Squadra         | Comp            | Pres       | Reti       | Comp            | Pres            | Reti            | Comp               | Pres               | Reti               | Comp        | Pres        | Reti        | Pres   | Reti   |        |
| --------------- | --------------- | --------------- | ---------- | ---------- | --------------- | --------------- | --------------- | ------------------ | ------------------ | ------------------ | ----------- | ----------- | ----------- | ------ | ------ | ------ |
| 2023            | Belgrano        | PD              | 0          | 0          | CA+CdL          | 2+2             | 0               |                    | -                  | -                  |             | -           | -           | 4      | 0      |        |
| 2024            | Belgrano        | PD              | 1          | 1          | CA+CdL          | 0+4             | 0               | CS                 | 5                  | 0                  |             | -           | -           | 10     | 1      |        |
| Totale carriera | Totale carriera | Totale carriera | 1          | 1          |                 | 8               | 0               |                    | 5                  | 0                  |             | -           | -           | 14     | 1      |        |